# THE IDOLM@STER MILLION THE@TER SEASON
『THE IDOLM@STER MILLION THE@TER SEASON』（アイドルマスター ミリオンシアターシーズン）は、2021年7月28日よりランティスからリリースされているCDシリーズ。

## 概要
ゲーム『アイドルマスター ミリオンライブ! シアターデイズ』用に作成された楽曲を収録したCDシリーズ。周年記念曲を収録した765 MILLION ALLSTARS名義のCDはシングルで、他はアルバムとなる。『MILLION THE@TER WAVE』に継ぐシリーズ第3弾となる。
ゲーム中で行われるプロジェクト「MILLION THEATER SEASON」に連動しており、765 MILLION ALLSTARSのメンバー52名をトランプのスートに準えた4つのグループ「BRIGHT DIAMOND」「CLEVER CLOVER」「LOVERS HEART」「SHADE OF SPADE」に分け、日本各地を回るという設定で、CDも各グループ毎に発売される。
初収録の曲は太字で表記する。「ソロ担当」は『LIVE THE@TER SOLO COLLECTION』シリーズでのソロリミックス担当アイドル。

## Harmony 4 You
2021年7月28日発売。『シアターデイズ』4周年テーマ曲「Harmony 4 You」と、イベント曲「EVERYDAY STARS!!」を収録したシングル。付属のブルーレイディスクには「ミリシタ感謝祭 2020〜2021ONLINE」のライブパートダイジェストが収録されている。
収録曲
1. Harmony 4 You
歌：765 MILLION ALLSTARS
作詞：宮崎まゆ、作曲・編曲：KOH
2. EVERYDAY STARS!!（765PRO ALLSTARS ver.）
歌：765PRO ALLSTARS
作詞：BNSI (東義人)、作曲：宮崎まゆ、編曲：賀佐泰洋
3. EVERYDAY STARS!!（プリンセススターズ ver.）
歌：プリンセススターズ
4. EVERYDAY STARS!!（フェアリースターズ ver.）
歌：フェアリースターズ
5. EVERYDAY STARS!!（エンジェルスターズ ver.）
歌：エンジェルスターズ

## BRIGHT DIAMOND
2021年10月27日発売。ゲーム内で結成されたユニット「BRIGHT DIAMOND」によるアルバム。
収録曲
1. ドラマ『最終公演一日目、その前に』
2. ダイヤモンド・クラリティ
歌：BRIGHT DIAMOND
作詞：辻純更、作曲・編曲：青木康平
ソロ担当：百瀬莉緒（LTSC11.Fa）、田中琴葉（LTSC12.Pr）
3. ドラマ『MC1』
4. DIAMOND JOKER
歌：伊吹翼（Machico）、徳川まつり（諏訪彩花）、四条貴音（原由実）、所恵美（藤井ゆきよ）
作詞：早川博隆、作曲・編曲：早川博隆、Tsubasa
ソロ担当：伊吹翼（LTSC11.An）
5. ドラマ『バックステージ1～MC2』
6. 真夏のダイヤ☆
歌：百瀬莉緒（山口立花子）、萩原雪歩（浅倉杏美）、田中琴葉（種田梨沙）、双海真美（下田麻美）
作詞・作曲・編曲：三浦誠司
ソロ担当：双海真美（LTSC10）、田中琴葉（LTSC11.Pr）
7. ドラマ『バックステージ2』
8. シークレットジュエル 〜魅惑の金剛石〜
歌：水瀬伊織（釘宮理恵）、宮尾美也（桐谷蝶々）、春日未来（山崎はるか）、桜守歌織（香里有佐）、周防桃子（渡部恵子）
作詞：MEG.ME、作曲・編曲：宮野弦士
9. ドラマ『MC3～また、明日も！』
10. Harmony 4 You
歌：BRIGHT DIAMOND

## CLEVER CLOVER
2022年2月23日発売。ゲーム内で結成されたユニット「CLEVER CLOVER」によるアルバム。
収録曲
1. ドラマ『CLEVER CLOVER・再集合！』
2. Shamrock Vivace
歌：CLEVER CLOVER
作詞：平朋崇、作曲・編曲：EFFY
ソロ担当：二階堂千鶴（LTSC11.Fa）、ロコ（LTSC12.Fa）
3. ドラマ『トークその1』
4. 産声とクラブ
歌：箱崎星梨花（麻倉もも）、三浦あずさ（たかはし智秋）、ロコ（中村温姫）、高坂海美（上田麗奈）
作詞・作曲・編曲：佐高陵平（Hifumi,inc.）
5. ドラマ『トークその2』
6. トレフル・ド・ノエル
歌：菊地真（平田宏美）、二階堂千鶴（野村香菜子）、島原エレナ（角元明日香）、真壁瑞希（阿部里果）
作詞・作曲：本田正樹（Dream Monster）、編曲：椿山日南子（Dream Monster）
ソロ担当：島原エレナ（LTSC11.An）
7. ドラマ『トーク（？）その3』
8. Clover's Cry ～神と神降ろしの少女～
歌：横山奈緒（渡部優衣）、馬場このみ（高橋ミナミ）、秋月律子（若林直美）、木下ひなた（田村奈央）、大神環（稲川英里）
作詞・作曲：藤本記子、作曲・編曲：福富雅之
ソロ担当：大神環（LTSC11.An）
9. Harmony 4 You
歌：CLEVER CLOVER
10. ドラマ『イベントの終わりに』

## LOVERS HEART
2022年6月29日発売。ゲーム内で結成されたユニット「LOVERS HEART」によるアルバム。
収録曲
1. ドラマ『リハーサルの前に』
2. 空色♡ Birthday Card
歌：LOVERS HEART
作詞：辻純更、作曲・編曲：藤原彩豊
ソロ担当：高山紗代子（LTSC11.Pr）、福田のり子（LTSC12.Pr）
3. ドラマ『舞台裏その1』
4. LOVE is GAME
歌：天空橋朋花（小岩井ことり）、高槻やよい（仁後真耶子）、佐竹美奈子（大関英里）、七尾百合子（伊藤美来）
作詞・作曲・編曲：ヒゲドライバー
ソロ担当：七尾百合子（LTSC11.Pr）、佐竹美奈子（LTSC12.Pr）
5. ドラマ『舞台裏その2』
6. 紙・心・ペン・心-SHISHINPENSHIN-
歌：福田のり子（浜崎奈々）、松田亜利沙（村川梨衣）、如月千早（今井麻美）、北上麗花（平山笑美）、高山紗代子（駒形友梨）
作詞・作曲・編曲：佐高陵平（Hifumi,inc.）
ソロ担当：福田のり子（LTSC11.Pr）
7. ドラマ『舞台裏その3』
8. CHEER UP! HEARTS UP!
歌：望月杏奈（夏川椎菜）、矢吹可奈（木戸衣吹）、天海春香（中村繪里子）、ジュリア（愛美）
作詞・作曲：nobara kaede、作曲・編曲：渡辺泰司
ソロ担当：望月杏奈（LTSC11.An）
9. Harmony 4 You
歌：LOVERS HEART
10. ドラマ『リハーサルの後で』

## 夢にかけるRainbow
2022年7月27日発売。『シアターデイズ』5周年記念曲「夢にかけるRainbow」を収録したシングル。付属のブルーレイディスクには「ミリシタ感謝祭 2021〜2022」のライブパートダイジェストが収録されている。
このCDには、木下ひなた（田村奈央）がスケジュールの都合により参加できず、51人バージョンとなっている。ひなたを含む52人バージョンの音源は、同年8月26日に「夢にかけるRainbow（Band New Ver.）」として配信限定で発売された後、2023年3月22日発売のベストアルバム「THE IDOLM@STER 765 MILLION ALLSTARS BEST」に収録された。
収録曲
1. 夢にかけるRainbow
歌：765 MILLION ALLSTARS
作詞：MEG.ME、作曲・編曲：矢鴇つかさ (Arte Refact)
2. 夢にかけるRainbow（プリンセススターズ ver.）
歌：プリンセススターズ
3. 夢にかけるRainbow（フェアリースターズ ver.）
歌：フェアリースターズ
4. 夢にかけるRainbow（エンジェルスターズ ver.）
歌：エンジェルスターズ

## SHADE OF SPADE
2022年10月26日発売。ゲーム内で結成されたユニット「SHADE OF SPADE」によるアルバム。
収録曲
1. ドラマ『始まりの朝』
2. ESPADA
歌：SHADE OF SPADE
作詞：松井洋平、作曲・編曲：堀江晶太
ソロ担当：中谷育（LTSC11.Pr）
3. ドラマ『レッスン風景と役作り』
4. Criminally Dinner ～正餐とイーヴルナイフ～
歌：星井美希（長谷川明子）、舞浜歩（戸田めぐみ）、最上静香（田所あずさ）、篠宮可憐（近藤唯）、中谷育（原嶋あかり）
作詞：真崎エリカ、作曲：GRP・NIYA、編曲：GRP
ソロ担当：舞浜歩（LTSC11.Fa）、篠宮可憐（LTSC12.An）
5. ドラマ『お弁当と京都の思い出』
6. スペードのQ
歌：永吉昴（斉藤佑圭）、双海亜美（下田麻美）、エミリー スチュアート（郁原ゆう）、北沢志保（雨宮天）
作詞：児玉雨子、作曲・編曲：グシミヤギヒデユキ（Hifumi,inc.）
ソロ担当：エミリー（LTSC11.Pr）、北沢志保（LTSC12.Fa）
7. ドラマ『すべて、ステージで！』
8. KING of SPADE
歌：白石紬（南早紀）、我那覇響（沼倉愛美）、豊川風花（末柄里恵）、野々原茜（小笠原早紀）
作詞・作曲：宮崎まゆ、編曲：賀佐泰洋
ソロ担当：白石紬（LTSC11.Fa）
9. Harmony 4 You
歌：SHADE OF SPADE
10. ドラマ『ここからが本当の』

## FINAL
2023年2月22日発売。これまでの4つのユニットをそれぞれ2つに分け、組み合わせを変えた4つのユニット「RisingLight」「ShineLight」「EmotionLight」「FantasticLight」のそれぞれの楽曲を収録。各ユニットから5人ずつのメンバーによる歌唱のため、歌唱者がユニット名で記載されていない。
収録曲
1. ドラマ『思い出クイズ大会、はじまるよ！』
2. サウンド・オブ・ビギニング
歌：田中琴葉（種田梨沙）、ロコ（中村温姫）、周防桃子（渡部恵子）、二階堂千鶴（野村香菜子）、宮尾美也（桐谷蝶々）
作詞：真崎エリカ、作曲：本多友紀（Arte Refact）、編曲：脇眞富（Arte Refact）
3. ドラマ『クイズを探して』
4. Supersonic Booster!
歌：秋月律子（若林直美）、七尾百合子（伊藤美来）、北上麗花（平山笑美）、島原エレナ（角元明日香）、馬場このみ（高橋ミナミ）
作詞：真崎エリカ、作曲・編曲：矢鴇つかさ（Arte Refact）
5. ドラマ『夕暮れの劇場』
6. オレンジ・エピソード
歌：佐竹美奈子（大関英里）、北沢志保（雨宮天）、天海春香（中村繪里子）、舞浜歩（戸田めぐみ）、松田亜利沙（村川梨衣）
作詞：真崎エリカ、作曲・編曲：酒井拓也（Arte Refact）、編曲：山本恭平（Arte Refact）
7. ドラマ『一日の終わりに』
8. Like twinkling STARS
歌：篠宮可憐（近藤唯）、双海真美（下田麻美）、四条貴音（原由実）、エミリー スチュアート（郁原ゆう）、豊川風花（末柄里恵）
作詞：真崎エリカ、作曲・編曲：原田篤（Arte Refact）
9. ドラマ『結果発表のコーナー！』

### ユニットメンバー
1. 1 2 3  天海春香（中村繪里子）、如月千早（今井麻美）、星井美希（長谷川明子）、萩原雪歩（浅倉杏美）、高槻やよい（仁後真耶子）、菊地真（平田宏美）、水瀬伊織（釘宮理恵）、四条貴音（原由実）、秋月律子（若林直美）、三浦あずさ（たかはし智秋）、双海亜美 / 真美（下田麻美）、我那覇響（沼倉愛美）、春日未来（山崎はるか）、最上静香（田所あずさ）、伊吹翼（Machico）、田中琴葉（種田梨沙）、島原エレナ（角元明日香）、佐竹美奈子（大関英里）、所恵美（藤井ゆきよ）、徳川まつり（諏訪彩花）、箱崎星梨花（麻倉もも）、野々原茜（小笠原早紀）、望月杏奈（夏川椎菜）、ロコ（中村温姫）、七尾百合子（伊藤美来）、高山紗代子（駒形友梨）、松田亜利沙（村川梨衣）、高坂海美（上田麗奈）、中谷育（原嶋あかり）、天空橋朋花（小岩井ことり）、エミリー スチュアート（郁原ゆう）、北沢志保（雨宮天）、舞浜歩（戸田めぐみ）、木下ひなた（田村奈央）、矢吹可奈（木戸衣吹）、横山奈緒（渡部優衣）、二階堂千鶴（野村香菜子）、馬場このみ（髙橋ミナミ）、大神環（稲川英里）、豊川風花（末柄里恵）、宮尾美也（桐谷蝶々）、福田のり子（浜崎奈々）、真壁瑞希（阿部里果）、篠宮可憐（近藤唯）、百瀬莉緒（山口立花子）、永吉昴（斉藤佑圭）、北上麗花（平山笑美）、周防桃子（渡部恵子）、ジュリア（愛美）、白石紬（南早紀）、桜守歌織（香里有佐）
2. ↑  天海春香（中村繪里子）、星井美希（長谷川明子）、如月千早（今井麻美）、高槻やよい（仁後真耶子）、萩原雪歩（浅倉杏美）、菊地真（平田宏美）、双海亜美 / 真美（下田麻美）、水瀬伊織（釘宮理恵）、三浦あずさ（たかはし智秋）、四条貴音（原由実）、我那覇響（沼倉愛美）、秋月律子（若林直美）
3. ↑  春日未来（山崎はるか）、エミリー スチュアート（郁原ゆう）、高坂海美（上田麗奈）、田中琴葉（種田梨沙）、佐竹美奈子（大関英里）、高山紗代子（駒形友梨）、徳川まつり（諏訪彩花）、中谷育（原嶋あかり）、七尾百合子（伊藤美来）、福田のり子（浜崎奈々）、松田亜利沙（村川梨衣）、矢吹可奈（木戸衣吹）、横山奈緒（渡部優衣）
4. ↑  最上静香（田所あずさ）、北沢志保（雨宮天）、ジュリア（愛美）、白石紬（南早紀）、周防桃子（渡部恵子）、天空橋朋花（小岩井ことり）、所恵美（藤井ゆきよ）、永吉昴（斉藤佑圭）、二階堂千鶴（野村香菜子）、舞浜歩（戸田めぐみ）、真壁瑞希（阿部里果）、百瀬莉緒（山口立花子）、ロコ（中村温姫）
5. ↑  伊吹翼（Machico）、大神環（稲川英里）、北上麗花（平山笑美）、木下ひなた（田村奈央）、桜守歌織（香里有佐）、篠宮可憐（近藤唯）、島原エレナ（角元明日香）、豊川風花（末柄里恵）、野々原茜（小笠原早紀）、箱崎星梨花（麻倉もも）、馬場このみ（髙橋ミナミ）、宮尾美也（桐谷蝶々）、望月杏奈（夏川椎菜）
6. 1 2 3  桜守歌織（香里有佐）、四条貴音（原由実）、伊吹翼（Machico）、春日未来（山崎はるか）、周防桃子（渡部恵子）、田中琴葉（種田梨沙）、徳川まつり（諏訪彩花）、所恵美（藤井ゆきよ）、萩原雪歩（浅倉杏美）、双海真美（下田麻美）、水瀬伊織（釘宮理恵）、宮尾美也（桐谷蝶々）、百瀬莉緒（山口立花子）
7. 1 2 3  箱崎星梨花（麻倉もも）、三浦あずさ（たかはし智秋）、高坂海美（上田麗奈）、ロコ（中村温姫）、菊地 真（平田宏美）、二階堂千鶴（野村香菜子）、島原エレナ（角元明日香）、真壁瑞希（阿部里果）、横山奈緒（渡部優衣）、馬場このみ（髙橋ミナミ）、秋月律子（若林直美）、大神 環（稲川英里）、木下ひなた（田村奈央）
8. 1 2 3  天空橋朋花（小岩井ことり）、高槻やよい（仁後真耶子）、佐竹美奈子（大関英里）、七尾百合子（伊藤美来）、福田のり子（浜崎奈々）、松田亜利沙（村川梨衣）、如月千早（今井麻美）、北上麗花（平山笑美）、高山紗代子（駒形友梨）、望月杏奈（夏川椎菜）、矢吹可奈（木戸衣吹）、天海春香（中村繪里子）、ジュリア（愛美）
9. 1 2 3  天海春香（中村繪里子）、如月千早（今井麻美）、星井美希（長谷川明子）、萩原雪歩（浅倉杏美）、高槻やよい（仁後真耶子）、菊地真（平田宏美）、水瀬伊織（釘宮理恵）、四条貴音（原由実）、秋月律子（若林直美）、三浦あずさ（たかはし智秋）、双海亜美 / 真美（下田麻美）、我那覇響（沼倉愛美）、春日未来（山崎はるか）、最上静香（田所あずさ）、伊吹翼（Machico）、田中琴葉（種田梨沙）、島原エレナ（角元明日香）、佐竹美奈子（大関英里）、所恵美（藤井ゆきよ）、徳川まつり（諏訪彩花）、箱崎星梨花（麻倉もも）、野々原茜（小笠原早紀）、望月杏奈（夏川椎菜）、ロコ（中村温姫）、七尾百合子（伊藤美来）、高山紗代子（駒形友梨）、松田亜利沙（村川梨衣）、高坂海美（上田麗奈）、中谷育（原嶋あかり）、天空橋朋花（小岩井ことり）、エミリー スチュアート（郁原ゆう）、北沢志保（雨宮天）、舞浜歩（戸田めぐみ）、矢吹可奈（木戸衣吹）、横山奈緒（渡部優衣）、二階堂千鶴（野村香菜子）、馬場このみ（髙橋ミナミ）、大神環（稲川英里）、豊川風花（末柄里恵）、宮尾美也（桐谷蝶々）、福田のり子（浜崎奈々）、真壁瑞希（阿部里果）、篠宮可憐（近藤唯）、百瀬莉緒（山口立花子）、永吉昴（斉藤佑圭）、北上麗花（平山笑美）、周防桃子（渡部恵子）、ジュリア（愛美）、白石紬（南早紀）、桜守歌織（香里有佐）
10. ↑  天海春香（中村繪里子）、我那覇響（沼倉愛美）、菊地真（平田宏美）、萩原雪歩（浅倉杏美）、春日未来（山崎はるか）、エミリー スチュアート（郁原ゆう）、高坂海美（上田麗奈）、田中琴葉（種田梨沙）、佐竹美奈子（大関英里）、高山紗代子（駒形友梨）、徳川まつり（諏訪彩花）、中谷育（原嶋あかり）、七尾百合子（伊藤美来）、福田のり子（浜崎奈々）、松田亜利沙（村川梨衣）、矢吹可奈（木戸衣吹）、横山奈緒（渡部優衣）
11. ↑  如月千早（今井麻美）、秋月律子（若林直美）、四条貴音（原由実）、水瀬伊織（釘宮理恵）、最上静香（田所あずさ）、北沢志保（雨宮天）、ジュリア（愛美）、白石紬（南早紀）、周防桃子（渡部恵子）、天空橋朋花（小岩井ことり）、所恵美（藤井ゆきよ）、永吉昴（斉藤佑圭）、二階堂千鶴（野村香菜子）、舞浜歩（戸田めぐみ）、真壁瑞希（阿部里果）、百瀬莉緒（山口立花子）、ロコ（中村温姫）
12. ↑  星井美希（長谷川明子）、高槻やよい（仁後真耶子）、双海亜美 / 真美（下田麻美）、三浦あずさ（たかはし智秋）、伊吹翼（Machico）、大神環（稲川英里）、北上麗花（平山笑美）、桜守歌織（香里有佐）、篠宮可憐（近藤唯）、島原エレナ（角元明日香）、豊川風花（末柄里恵）、野々原茜（小笠原早紀）、箱崎星梨花（麻倉もも）、馬場このみ（髙橋ミナミ）、宮尾美也（桐谷蝶々）、望月杏奈（夏川椎菜）
13. 1 2 3  星井美希（長谷川明子）、舞浜歩（戸田めぐみ）、最上静香（田所あずさ）、篠宮可憐（近藤唯）、中谷育（原嶋あかり）、永吉昴（斉藤佑圭）、双海亜美（下田麻美）、エミリー スチュアート（郁原ゆう）、北沢志保（雨宮天）、白石紬（南早紀）、我那覇響（沼倉愛美）、豊川風花（末柄里恵）、野々原茜（小笠原早紀）